# 近藤駿介 (工学者)
近藤 駿介（こんどう しゅんすけ、1942年7月26日 - ）は、日本の科学者（原子力工学）。内閣府原子力委員会委員長（常勤）を多年に亘り務めた。元東京大学大学院工学系研究科教授、東京大学名誉教授。2014年7月より原子力発電環境整備機構（NUMO）理事長。

## 経歴・人物
北海道出身。北海道電力社長、北海道経済連合会会長を務めた近藤龍夫は実弟。北海道教育大学附属札幌小学校、北海道教育大学附属札幌中学校、北海道札幌南高等学校を経て、1965年3月、東京大学工学部原子力工学科卒業。1970年3月、東京大学大学院工学系研究科博士課程（原子力工学専攻）修了。工学博士。
1970年4月、東京大学工学部講師（原子力工学科）。1971年4月、東京大学工学部助教授（原子力工学科）。1984年4月、東京大学工学部教授（附属原子力工学研究施設）。1988年8月、東京大学工学部教授（システム量子工学科--旧原子力工学科）。1995年4月、組織変更に伴う配置換えにより東京大学大学院工学系研究科教授（システム量子工学専攻）。1999年4月-2003年3月、東京大学原子力研究総合センター長を併任。2004年1月、東京大学を退官。2004年6月、東京大学名誉教授。
2003年10月、原子力安全功労者表彰を受けている。
2004年1月より内閣府原子力委員会委員長に選任される（2014年3月退任）。
2005年10月、原子力政策大綱とりまとめにあたり中心的役割を担った。
2009年3月、経済危機克服のための「有識者会合」 に出席。
2010年6月号の新潮45の中でビートたけしと対談を行っており、この中でたけしは「原子力発電を批判するような人たちは、すぐに『もし地震が起きて原子炉が壊れたらどうなるんだ』とか言うじゃないですか。ということは、逆に原子力発電所としては、地震が起きても大丈夫なように、他の施設以上に気を使っているはず。だから、地震が起きたら、本当はここへ逃げるのが一番安全だったりする（笑）。」という発言をしている。
2011年3月、福島第一原発の事故当初、新たな水素爆発が起きるなど事故が次々に拡大すれば、原発から半径170キロメートル圏は強制移住を迫られる可能性があるとの最悪シナリオを、当時の首相菅直人の指示を受け、原子力委員長である近藤駿介が個人的に作成した。2011年3月25日に政府は提出を受けたが、公表していなかった。
原子力委員会原子力発電・核燃料サイクル技術等検討小委員会の報告案の原案が事前に電気事業者らに配付され、反対・慎重派を除外し推進側のみによる秘密会議が2011年11月から2012年4月まで23回開かれていた。このうち、最初の4回に参加していた。
2014年3月、内閣府原子力委員会委員長を退任。同年7月より原子力発電環境整備機構理事長（現任）。
2016年10月より使用済燃料再処理機構運営委員。

## 研究・著作
- 博士論文「高速炉事故挙動の解析と評価に関する研究」東京大学、工学博士、甲第2260号、1970年3月30日
- 単著『やさしい原子力Q&A : そのしくみと安全性、チェルノブイリ、各種新型炉、核融合』山下出版、1988年
- 単著『原子力の安全性』(新原子力シリーズ ; 2) 同文書院、1990年
- 単著『やさしい原子力教室Q&A』ERC出版、1991年
- 単著『エネルゲイア : 人類にとって「エネルギー」とは』電力新報社、1992年
- バーナード・L.コーエン 著,近藤駿介 監訳『私はなぜ原子力を選択するか : 21世紀への最良の選択』ERC出版、1994年
- 近藤駿介 編著『原子力発電所で働く人々』ERC出版、1998年
- ディートリッヒ・デルナー 著,近藤駿介 監訳『人はなぜ失敗するのか』ミオシン出版、1999年
- 単著『JCO事故と今後の原子力開発利用』(経済広報センターポケット・エディション・シリーズ ; no.4)経済広報センター、2000年[8]